# Populismo

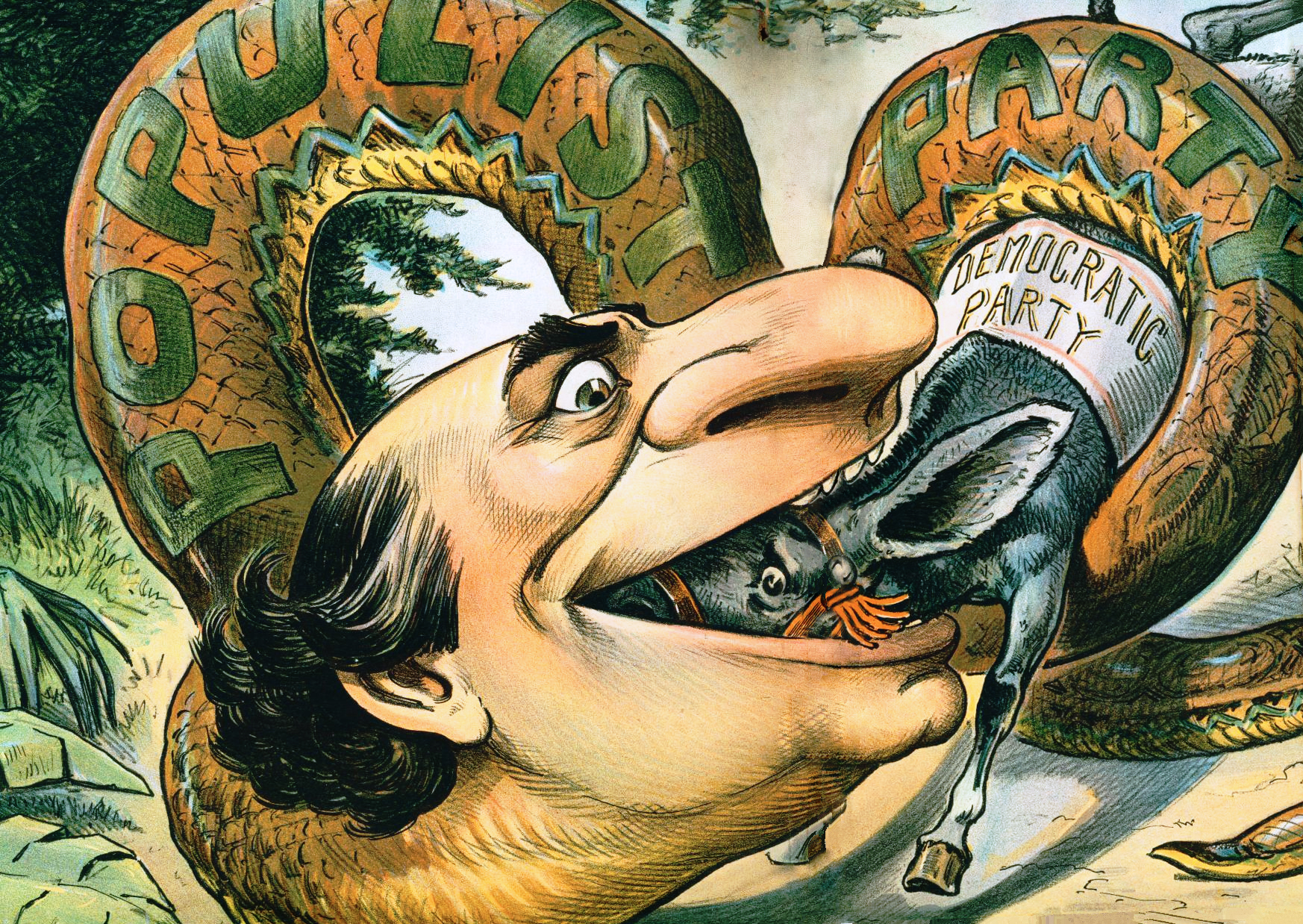
Vignetta satirica statunitense del 1896 in cui William Jennings Bryan, vicino al Partito Populista, ingoia l'asinello simbolo del Partito Democratico

Per populismo (in inglese populism; in russo народничество?, narodničestvo) si intende genericamente un atteggiamento e una prassi politica che mira a rappresentare il popolo e le grandi masse esaltandone valori, desideri, frustrazioni, sentimenti collettivi o popolari.
Storicamente, il termine nasce in riferimento ai movimenti socialisti e anti-zaristi nella Russia della seconda metà del XIX secolo (si veda populismo russo). Per lo più usato con accezione dispregiativa e sinonimo di demagogia, il termine è assai diffuso con riferimento al contesto latino-americano nella seconda metà del XX e nel XXI secolo, in maniera indifferenziata per gruppi di destra e di sinistra (si veda peronismo, chavismo), a indicare un rapporto diretto e spesso carismatico con le masse popolari. Forme di populismo ante-litteram possono essere rintracciate nel bonapartismo (Napoleone I e Napoleone III, in accezione cesaristica) e nella Rivoluzione francese, specialmente nelle fazioni che si rifacevano alle idee di Rousseau (come i giacobini).
Con un significato più neutro negli anni più recenti, segnatamente nel periodo post-crisi, è diventato di uso comune in Europa per caratterizzare i partiti e movimenti politici che, in forme e con finalità differenti, intendono rappresentare gli interessi della popolazione contro quelli della classe dirigente e delle cosiddette élite. In senso spregiativo, invece, esso indica l'atteggiamento demagogico volto ad assecondare o accattivarsi le aspettative del popolo, indipendentemente da ogni valutazione del loro contenuto od opportunità, in funzione dell'ottenimento di consenso o di popolarità, anche attraverso varie forme possibili di propaganda.

## Storia

### Origine del termine
Il termine nasce come traduzione di una parola russa: il movimento populista è stato infatti un movimento politico e intellettuale della Russia della seconda metà del XIX secolo, caratterizzato da idee socialisteggianti e comunitarismo rurale che gli aderenti ritenevano legate alla tradizione delle campagne russe. Il sintagma quindi prende il nome dall'omonimo movimento sviluppatosi in Russia tra la fine dell'Ottocento e l'inizio del Novecento: esso proponeva un miglioramento delle condizioni di vita delle classi contadine e degli ex servi della gleba (affrancati nel 1861 dallo zar Alessandro II, senza che ciò significasse un effettivo miglioramento delle loro condizioni), attraverso la realizzazione di un socialismo basato sulla comunità rurale russa, in antitesi alla società industriale occidentale.
Allo stesso modo il termine può essere considerato legato al Partito del Popolo, un partito statunitense fondato nel 1891 al fine di portare avanti le istanze dei contadini del Midwest e del Sud, sciolto dopo le elezioni presidenziali del 1908: essi si ponevano in conflitto con le pretese delle grandi concentrazioni politiche industriali e finanziarie, e anch'essi erano caratterizzati da una visione romantica del popolo e delle sue esigenze. Si trattava infatti di gruppi di operai e agricoltori che si battevano per la libera coniazione dell'argento, la nazionalizzazione dei mezzi di comunicazione, la limitazione nell'emissione di azioni, l'introduzione di tasse di successione adeguate e l'elezione di presidente, vicepresidente e senatori con un voto popolare diretto.

### Suo utilizzo
Il termine è stato riferito alla prassi politica di Juan Domingo Perón (vedi la voce peronismo e la sua recente variante di sinistra, il kirchnerismo), al bolivarismo e al chavismo, in quanto spesso fanno riferimento alle consultazioni popolari e ai plebisciti, perché il popolo decida direttamente nei limiti della Costituzione. Ha invece sostenuto che la parola in America Latina "ha un altro significato" papa Francesco, secondo cui "l'esempio più tipico di populismo nel senso europeo della parola è il 1933 in Germania. Dopo Paul von Hindenburg e la crisi del '30, la Germania era in frantumi e guardava in alto alla ricerca della sua identità, alla ricerca di una nuova guida in grado di ripristinare quell'identità. Lì c'era Adolf Hitler che diceva "io posso, io posso". E tutti hanno votato Hitler in Germania. Hitler non ha rubato il potere, è stato votato dal suo popolo e poi ha distrutto tutto. È questo il pericolo. In tempi di crisi, per me, il discernimento non funziona e per me è un riferimento costante. Cerchiamo un salvatore che ci restituisca la nostra identità e ci difenda con muri e cavi […] E questo è molto grave".
Durante la campagna presidenziale del 2008 "negli Stati Uniti l’accusa di populismo è toccata a Obama perché prometteva di difendere i lavoratori dalla delocalizzazione delle imprese (Usa Today, 20 agosto 2008), a Hillary Clinton
perché schierata a difesa delle classi lavoratrici (Washington Post, 25 febbraio
2008), a John Mc Cain perché ostile alle lobby e alle corporation
(Washington Post, 17 agosto 2008), a Sarah Palin, e il suo linguaggio e il
modo di presentarsi (Washington Post, 4 settembre 2008), a George W. Bush
per il suo anti-intellettualismo (Washington Post, 27 luglio 2008)".
"Uno dei padri spirituali del moderno populismo europeo" è stato definito il francese Pierre Poujade: "il suo slogan «sortez les sortant», che più o meno significa «mandiamo via quelli al potere», è quanto di più vicino allo spirito del nuovo FN e alla sua promessa elettorale di «buttare fuori a calci chi sta al potere»".
In Italia è stato spesso usato con accezione negativa, nei confronti del fascismo, del berlusconismo e di vari movimenti, spesso affini alla destra, il che giustificava in passato la netta presa di distanze dei partiti di massa verso la "democrazia del pubblico".
Quando queste ipotesi di partecipazione e di comunicazione, che fuoriescono dalla tradizionale via del partito ideologico, si sono affermate anche nel centro-sinistra (come l'Italia dei Valori di Antonio Di Pietro), questi gruppi hanno spesso rifiutato l'etichetta ovvero hanno rivendicato una sua accezione del termine in senso positivo, come "vicinanza al popolo e ai suoi valori": essa è stata ad esempio rivendicata da Beppe Grillo e Gianroberto Casaleggio per il Movimento 5 Stelle.
Gli sviluppi politici europei del secondo decennio del XXI secolo vengono spesso censiti sotto questa categoria, anche nella variante del "populismo democratico": in ogni caso, "il vero
trionfo del populismo è di tipo egemonico e consiste nell'essersi diffuso
in tutti i partiti, anche in quelli che non sono populisti, e nell'essere diventato
un paradigma istituzionale e politico dominante".

## Definizione
La parola populismo può avere numerosi campi di applicazione ed è stata usata anche per indicare movimenti artistici e letterari, dove ha contraddistinto la tendenza a idealizzare il mondo popolare come detentore di valori positivi; ma il suo ambito principale rimane quello della politica. La definizione di "populismo" data dal Vocabolario Treccani è la seguente:
(Vocabolario Treccani, ad vocem)
Il populismo insomma instaura «una relazione diretta, non tradizionale, tra le masse e il politico, che porta a quest'ultimo
sia la fedeltà delle prime, sia il loro sostegno attivo nella sua ricerca del potere, e questo in funzione della capacità carismatica del politico di mobilitare la speranza e la fiducia delle masse nella rapida realizzazione delle loro aspettative sociali nel caso in cui egli acquisti un potere sufficiente.»

### Secondo la scienza della comunicazione
I movimenti e i politici populisti adottano due strategie mediatiche: "In primo luogo
tendono a promettere politiche e provvedimenti di ogni genere con il chiaro
intento di rassicurare i soggetti che si sentono esposti ai rischi derivanti dai
cambiamenti socio-economici che potrebbero provocare una "deprivazione"
rispetto alla condizione attuale o una frustrazione delle aspettative
future". L'overpromising consegue risultati soprattutto in ordine a questa seconda
preoccupazione ed è la risorsa più importante a disposizione degli outsider populisti, ma ad essa ricorrono anche i tradizionali attori politici.
Al contempo, i movimenti populisti mobilitano i propri seguaci contro le élite economiche e soprattutto politiche che sono perciò additate come responsabili delle difficoltà economiche e della marginalizzazione politica del popolo stesso. La principale argomentazione da essi utilizzata è semplice, ma efficace perché immediata e, pertanto, mediaticamente trasmissibile all'opinione pubblica: se le cose vanno male è perché i rappresentanti non fanno gli interessi del popolo. Inoltre le argomentazioni populistiche si baserebbero molto sulla cosiddetta "post-verità".

### Secondo la scienza politica
Gli studiosi di scienze politiche hanno proposto diverse definizioni del termine ‘populismo’. «A ognuno la sua definizione di populismo, a seconda del suo approccio e interessi di ricerca», ha scritto Peter Wiles in Populism: Its Meanings and National Characteristics (1969), il primo testo comparativo sul populismo internazionale curato da Ernest Gellner e Ghita Ionescu. Tuttora giornalisti e studiosi di scienze politiche usano spesso il termine in maniera contraddittoria e confusa, alcuni per fare riferimento a costanti appelli alla "gente" che ritengono tipici di un politico o un movimento, altri per riferirsi ad una retorica che essi considerano demagogica, altri infine per definire nuovi partiti che non sanno come classificare.
Negli anni diversi studiosi hanno proposto nuove definizioni del termine allo scopo di precisarne il significato. Ad esempio, nel loro volume dal titolo Twenty-First Century Populism: The Spectre of Western European Democracy, Daniele Albertazzi e Duncan McDonnell hanno definito il populismo come «una ideologia secondo la quale al "popolo" (concepito come virtuoso e omogeneo) si contrappongono delle "élite" e una serie di nemici che attentano ai diritti, i valori, i beni, l'identità e la possibilità di esprimersi del "popolo sovrano"».
Per coloro che includono la definizione nella categoria delle democrazie, il movimento precursore di questa tendenza può essere riconosciuto nel bonapartismo (Napoleone I e Napoleone III, in accezione cesaristica) e nella rivoluzione francese, specialmente nelle fazioni che si rifacevano alle idee politiche del filosofo Jean-Jacques Rousseau, come i giacobini.

Coloro che ne sottolineano gli elementi totalitari, evidenziano che regimi come quello fascista nella persona di Benito Mussolini, quello nazista di Adolf Hitler o quello bolscevico di Joseph Stalin - o, ancora, quelli comunisti di Fidel Castro a Cuba, di Mao Zedong in Cina e di Kim Il-sung nella Corea del Nord - sono un perfetto esempio del rapporto diretto fra il politico e le masse che si definisce populismo. 
In politica estera, la definizione di populismo è rimasta estremamente vaga, facendone per lungo tempo una comoda categoria residuale, buona per catalogare una grande varietà di regimi difficili da classificare in maniera più precisa ma nei quali era possibile rintracciare qualche elemento comune. Questi elementi erano la retorica nazionalista e anti-imperialista, l'appello costante alle masse, e un notevole potere personale e carismatico del politico. Questa concezione nebulosa del populismo è stata utile durante la seconda metà del Novecento per inserire in una categoria comune vari regimi, alcuni del Terzo Mondo, come quello di Juan Domingo Perón in Argentina, Getúlio Vargas in Brasile, Gamal Abd el-Nasser in Egitto, Jawaharlal Nehru in India, Jacobo Arbenz Guzmán in Guatemala, Hugo Chávez in Venezuela, Evo Morales in Bolivia che non potevano essere definiti democrazie liberali né essere classificati nella categoria del socialismo reale.
Rispetto a questi regimi, il Regno Unito e gli Stati Uniti erano stati "i principali artefici dell’odierno sistema internazionale", ma ora "la Brexit, insieme alla crescente ondata di populismo da questa parte dell’Atlantico, solleva (...) interrogativi profondamente preoccupanti sul fatto che l’epoca aperta circa 200 anni fa potrebbe essere al tramonto (...). L’emozione e l’identità sono costantemente parte della vita politica – ma non capita spesso di vederle affermarsi in così evidente contrasto con l’interesse nazionale".
Un'altra accezione di populismo (ma neanche questa tenta di dare al termine una definizione precisa) è quella che lo rende un "contenitore" per movimenti politici di svariato tipo (di destra come di sinistra, reazionari e progressisti, e via dicendo) che abbiano però in comune alcuni elementi per quanto riguarda la retorica utilizzata. Per esempio, essi attaccano le oligarchie politiche ed economiche ed esaltano le virtù naturali del popolo (anch'esso mai definito con precisione, e forse entità indefinibile), quali la saggezza, l'operosità e la pazienza. Il populismo guadagna perciò consensi nei momenti di crisi della fiducia nella "classe politica".
Il politologo Marco Tarchi, nel saggio L'Italia populista, ricostruisce le vicende del populismo in Italia, dove i momenti di minima fiducia nella politica (e nei rappresentanti politici) si sono avuti con la seconda guerra mondiale e con la denuncia della corruzione del sistema politico venuta in luce a seguito delle inchieste di Mani Pulite. Tarchi si sofferma soprattutto sui due movimenti più schiettamente populisti: l'Uomo Qualunque di Guglielmo Giannini (l'"uomo qualunque" contro l'"uomo politico") e la Lega Nord (il "popolo del nord" contro "Roma ladrona"). Nella politica italiana repubblicana, Guy Hermet vede in Forza Italia un esempio di «neo-populismo mediatico», ovvero una forma di demagogia che fa dei mass media il suo veicolo di diffusione.
Questa concezione comporta anche la forma "liquida" del partito: essa "conserva in sé
una visione antipolitica che si fonda sulla critica agli elementi caratterizzanti
il partito di massa, e in definitiva, a quest'ultimo. Classi dirigenti, sezioni,
organizzazione, struttura, identità, radicamento, appartenenza, tesseramento,
sono parole che appartengono a un lessico che viene bandito con
l'accusa di essere obsoleto, novecentesco. (...) Per fare politica dunque, non serve l'organizzazione, ma, per usare un
termine che va di moda, occorrono 'narrazioni'. Si consuma così un passaggio
di stato importante che dal realismo porta alla fantasia"
Carlo Formenti inquadra il populismo contemporaneo come "la forma che la lotta di classe tende ad assumere nell'era del capitalismo globalizzato e finanziarizzato, dopo che la controrivoluzione liberista è riuscita ad annientare l'identità culturale e sociale delle classi lavoratrici e la loro capacità di organizzarsi per promuovere i propri interessi e ottenere rappresentanza politica". Tuttavia si è notato come, da una prospettiva marxista, nella storia dei subalterni di oggi la soluzione populista sia tutt'altro che un'occasione di riscatto sociale e politico: "lungi dall'esaudire promesse democratiche, il populismo - nelle sue varie salse di destra e di sinistra - non fa che produrre un'anestesia delle reali contraddizioni sociali, consolidando la marginalità dei gruppi sociali subalterni".

## Descrizione
In questi ultimi anni l'uso che i politici e i mass media fanno del termine "populismo" si è significativamente diffuso e viene usato in un'accezione denigratoria di soggetti politici che, criticando le élite ed esaltando "il popolo" come fonte unica di legittimazione del potere, si fanno sostenitori di istanze popolari che però comporterebbero un superamento dei limiti di diritto posti dalla Costituzione all'esercizio del potere politico stesso.
Per alcuni tale nozione non implicherebbe un raggiro del popolo (come invece la demagogia) e la sua accezione negativa risalirebbe a fenomeni politici passati che non descriverebbero il significato attuale del termine. Per costoro si definirebbe anche un populismo di sinistra e un populismo di destra con caratteristiche peculiari diverse.
Tuttavia per altri, la parola conserva il senso dispregiativo sinonimo di demagogia. In ogni caso, in ambito politico "si assiste spesso a un paradosso: chi grida al populismo galoppante al contempo si ritrova a rincorrere, a inseguire il populismo sul suo stesso terreno". In questo ambito vi è, poi, chi distingue tra uso del populismo fatto dall'opposizione e fatto dal governo.

### Populismo di destra
Il populismo di destra combina populismo, nell'accezione sopra illustrata, una tendenza al laissez-faire e al liberismo ("meno tasse"), con alcuni elementi della Nuova Destra: concerne, in particolare, il rifiuto dell'uguaglianza sociale e dell'egualitarismo (e quindi di progetti politici finalizzati al suo raggiungimento), la critica del multiculturalismo e il contrasto all'immigrazione illegale.
Nel XX secolo si è espresso attraverso vari movimenti politici, affermatisi anche in democrazie occidentali avanzate; nel 2016 sono stati annoverati in tale categoria alcuni profili della politica inglese dopo la Brexit e statunitense con la vittoria di Trump, oltre ad alcuni sviluppi politici in Polonia e in Ungheria.

### Populismo di sinistra
Mescola anti-elitismo, opposizione al sistema e una retorica rivolta alle persone comuni. Tematiche ricorrenti per il populismo di sinistra sono l'anticapitalismo, la giustizia sociale, il pacifismo e l'antiglobalizzazione, senza rimarcare il tema del socialismo e delle classi sociali in maniera netta come i partiti della sinistra tradizionale.

### Populismo di valenza
Mattia Zulianello, politologo dell'Università degli Studi di Trieste sostiene che diversi partiti populisti non possono essere considerati né di destra né di sinistra, come il Movimento 5 Stelle. In questi casi, è più opportuno parlare di populismo di valenza. Infatti, diversamente dal populismo di destra e di sinistra, il populismo di valenza si focalizza su temi come la lotta alla corruzione e la riforma del sistema politico, presentando allo stesso tempo posizioni mutevoli e, a volte, contraddittorie sugli altri temi politici.

## Critiche

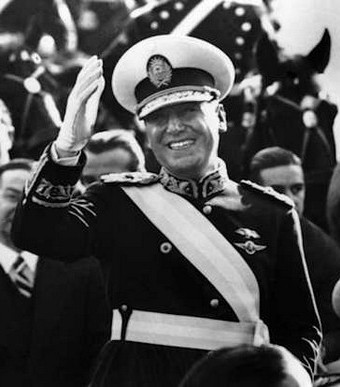
Il peronismo del presidente argentino Juan Perón è stato considerato un movimento populista.

La definizione precisa del termine è spesso confusa, a causa dell'utilizzo errato da parte dei media. Peter Wiles in Populism: Its Meanings and National Characteristics, il primo testo sul populismo, ha scritto:
«A ognuno la sua definizione di populismo, a seconda del suo approccio e interessi di ricerca». Diversi autori hanno evidenziato la strumentalizzazione politica del termine, come Francis Fukuyama, che ha definito il "populismo" «l'etichetta che le élite mettono alle politiche che a loro non piacciono ma che hanno il sostegno dei cittadini».

### Al contenuto
Quanto alla critica contenutistica, all'affermazione del populismo nel secondo decennio del XXI secolo è ascritto il fatto che "le istituzioni cardine della democrazia liberale sono sotto attacco in tutto il mondo": ciò in quanto "lo sviluppo delle reti sociali - e ancor di più degli strumenti della cosiddetta democrazia digitale - danno a tutti l'impressione di contare, di potere far sentire la propria voce (...) restandosene comodamente a casa. E così, di fatto, riunione e associazione - fondamento della democrazia - scompaiono. E quindi si resta con l'impressione della democrazia, ma senza la democrazia".

### Alla tipologia del messaggio
Secondo Antonio Scurati, nel suo saggio Fascismo e populismo, il populismo, nelle diverse forme e concezioni, può essere identificato nei seguenti elementi caratteristici:
- "Io sono il popolo": Il leader populista si autoproclama portavoce del "popolo", assumendo il ruolo di interprete autentico dei suoi bisogni e desideri. Si configura come l'unico in grado di dare voce alla "vera" volontà popolare, spesso contrapposta a quella delle istituzioni e dei partiti tradizionali. La nozione di "popolo" utilizzata dai populisti è spesso esclusiva e non inclusiva, marginalizzando le minoranze e le diverse posizioni, perciò "se non sei con me, sei contro di me".[50]
- Slogan: utilizzati per veicolare messaggi semplici, diretti e spesso emotivamente coinvolgenti. Gli slogan populisti sono brevi, concisi e facili da memorizzare. Riducono questioni complesse a poche parole chiave, rendendole accessibili a un pubblico ampio e spesso fanno leva su emozioni forti come la rabbia, la paura o la speranza.[51]
- Incoerenza:  I leader populisti tendono ad essere pragmatici e flessibili, adattando il loro messaggio alle circostanze e alle esigenze del momento, per questo l'accusa di opportunismo è frequente dato che potrebbero cambiare posizione su determinati temi per ottenere consenso.[51]
- Interessi nazionali: I populisti enfatizzano la sovranità nazionale e il diritto di ogni paese a decidere autonomamente il proprio destino, difendendo al contempo l'identità nazionale e la cultura tradizionale del proprio paese.[51]
- Antipartito: I populisti accusano i partiti tradizionali di essere corrotti, inefficienti e lontani dai bisogni del "popolo", in una perenne contrapposizione "noi" (il popolo) e "loro" (l'élite). L'antipartito contribuisce a concentrare il potere nelle mani del leader populista, che si presenta come l'unico salvatore della nazione.[52]
- Condottiero: il leader assume un ruolo centrale, assumendo le vesti di un condottiero capace di guidare il "popolo" verso un futuro migliore, incarnando un forte senso di identità nazionale o culturale, che rassicura e unisce il "popolo".[53]
- Vuoto: Il populismo offre risposte semplici e immediate a problemi complessi, spesso alimentando aspettative irrealistiche, senza seguire un programma politico definito ma adattando il loro messaggio alle circostanze e alle esigenze del momento.[54]
- Nemico: La paura è uno strumento potente utilizzato dai leader populisti per mobilitare il consenso e rafforzare il proprio controllo: individuano un nemico comune, spesso esterno o minoritario, su cui canalizzare le paure e le insicurezze del "popolo". I rischi e le minacce reali o percepite vengono amplificati e distorti, creando un clima di ansia e di terrore.[55]
- Odio: Identificato il nemico come causa della paura e dell'insicurezza, esso viene etichettato come responsabile dei mali della società, diventando bersaglio di accuse e discriminazioni, utilizzando un linguaggio denigratorio e offensivo per stigmatizzare minoranze etniche, religiose o sociali.[56]

## Nella cultura di massa
Il romanzo di Sinclair Lewis Qui non è possibile (It Can't Happen Here) del 1935 è stato considerato un'anticipazione dell'affermazione del populismo negli USA nel secondo decennio del XXI secolo.